# Nevin Markwart
Pour les articles homonymes, voir Markwart.
Nevin Markwart (né le 9 décembre 1964 à Toronto, province de l'Ontario au Canada) est un joueur professionnel canadien de hockey sur glace. Il évoluait au poste d'attaquant.

## Biographie
En 1981, il commence sa carrière avec les Pats de Regina dans la Ligue de hockey de l'Ouest. Il est choisi au cours du repêchage d'entrée dans la LNH 1983 dans la Ligue nationale de hockey par les Bruins de Boston en première ronde, en 21e position. En 1983, il passe professionnel et débute dans la Ligue nationale de hockey. Il joue huit saisons avec les Bruins avant de porter brièvement les couleurs des Flames de Calgary. Il met un terme à sa carrière en 1993.

## Statistiques

### En club
| Saison     | Équipe                   | Ligue      |     | Saison régulière | Saison régulière | Saison régulière | Saison régulière | Saison régulière |   | Séries éliminatoires | Séries éliminatoires | Séries éliminatoires | Séries éliminatoires | Séries éliminatoires |
| Saison     | Équipe                   | Ligue      | PJ  | B                | A                | Pts              | Pun              | PJ               | B | A                    | Pts                  | Pun                  |                      |                      |
| 1981-1982  | Pats de Regina           | LHOu       | 25  | 2                | 12               | 14               | 56               | 20               | 2 | 2                    | 4                    | 82                   |                      |                      |
| 1981-1982  | Pat Blues de Regina      | LHJS       |     |                  |                  |                  |                  |                  |   |                      |                      |                      |                      |                      |
| 1982-1983  | Pats de Regina           | LHOu       | 43  | 27               | 39               | 66               | 91               | 1                | 0 | 0                    | 0                    | 0                    |                      |                      |
| 1983-1984  | Bruins de Boston         | LNH        | 70  | 14               | 16               | 30               | 121              | -                | - | -                    | -                    | -                    |                      |                      |
| 1984-1985  | Bears de Hershey         | LAH        | 38  | 13               | 18               | 31               | 79               | -                | - | -                    | -                    | -                    |                      |                      |
| 1984-1985  | Bruins de Boston         | LNH        | 26  | 0                | 4                | 4                | 36               | 1                | 0 | 0                    | 0                    | 0                    |                      |                      |
| 1985-1986  | Bruins de Boston         | LNH        | 65  | 7                | 15               | 22               | 207              | -                | - | -                    | -                    | -                    |                      |                      |
| 1986-1987  | Bruins de Boston         | LNH        | 64  | 10               | 9                | 19               | 225              | 4                | 0 | 0                    | 0                    | 9                    |                      |                      |
| 1986-1987  | Golden Flames de Moncton | LAH        | 3   | 3                | 3                | 6                | 11               | -                | - | -                    | -                    | -                    |                      |                      |
| 1987-1988  | Bruins de Boston         | LNH        | 25  | 1                | 12               | 13               | 85               | 2                | 0 | 0                    | 0                    | 2                    |                      |                      |
| 1988-1989  | Mariners du Maine        | LAH        | 1   | 0                | 1                | 1                | 0                | -                | - | -                    | -                    | -                    |                      |                      |
| 1989-1990  | Bruins de Boston         | LNH        | 8   | 1                | 2                | 3                | 15               | -                | - | -                    | -                    | -                    |                      |                      |
| 1990-1991  | Bruins de Boston         | LNH        | 23  | 3                | 3                | 6                | 36               | 12               | 1 | 0                    | 1                    | 22                   |                      |                      |
| 1990-1991  | Mariners du Maine        | LAH        | 21  | 5                | 5                | 10               | 22               | -                | - | -                    | -                    | -                    |                      |                      |
| 1991-1992  | Mariners du Maine        | LAH        | 17  | 4                | 7                | 11               | 32               | -                | - | -                    | -                    | -                    |                      |                      |
| 1991-1992  | Bruins de Boston         | LNH        | 18  | 3                | 6                | 9                | 44               | -                | - | -                    | -                    | -                    |                      |                      |
| 1991-1992  | Flames de Calgary        | LNH        | 10  | 2                | 1                | 3                | 25               | -                | - | -                    | -                    | -                    |                      |                      |
| 1991-1992  | HC Bienne                | LNA        | 4   | 2                | 2                | 4                | 2                | -                | - | -                    | -                    | -                    |                      |                      |
| 1992-1993  | Indians de Springfield   | LAH        | 7   | 2                | 0                | 2                | 24               | -                | - | -                    | -                    | -                    |                      |                      |
| Totaux LNH | Totaux LNH               | Totaux LNH | 309 | 41               | 68               | 109              | 794              | 19               | 1 | 0                    | 1                    | 33                   |                      |                      |

## Après le hockey
Après avoir pris sa retraite du hockey, Markwart travaille dans la finance et la cybersécurité. Il se présente sasn succès en tant que candidat du Parti saskatchewanais lors d'une élection partielle dans la circonscription de Regina Walsh Acres en août 2023.